# Croisilles Railway Cemetery
Croisilles Railway Cemetery is een Britse militaire begraafplaats met gesneuvelden uit de Eerste Wereldoorlog, gelegen in de Franse gemeente Croisilles (departement Pas-de-Calais). De begraafplaats werd ontworpen door William Cowlishaw en wordt onderhouden door de Commonwealth War Graves Commission. Ze ligt in het veld op ruim 1 km ten zuidoosten van het centrum (Église Saint-Martin). De begraafplaats heeft een onregelmatig grondplan en werd aangelegd tegen een talud. Ze wordt grotendeels omsloten door een lage natuurstenen muur. Vanaf een landweg leidt een pad van 320 m naar de toegang welke bestaat uit een tweedelig metalen hek. Het Cross of Sacrifice staat min of meer centraal op het terrein recht tegenover de toegang. Voor een licht gebogen muur in het talud staat een rustbank. In de oostelijke hoek staat een schuilgebouwtje. 
Er liggen 207 doden begraven waaronder 34 niet geïdentificeerde.
Op het grondgebied van de gemeente liggen ook de Britse militaire begraafplaatsen Croisilles British Cemetery en Summit Trench Cemetery.

## Geschiedenis
In maart 1917 werd door de 7th Division een aanval op de gemeente gelanceerd en op 2 april ingenomen. De begraafplaats werd begin april door de 21st Manchesters aangelegd en door verschillende eenheden tot januari 1918 gebruikt. Op 21 maart 1918 werd tijdens het Duitse lenteoffensief de gemeente door hen veroverd waarna de begraafplaats ook door hen werd gebruikt. Op 28 augustus daaropvolgend werd de gemeente na hevige gevechten heroverd door de 56th (London) Division. In september 1918 werd nog één Brits graf toegevoegd.
Er liggen 181 Britten (waaronder 26 niet geïdentificeerde) en 26 Duitsers (waaronder 8 niet geïdentificeerde) begraven. Voor 1 Brit werd een Special Memorial opgericht omdat zijn graf niet meer gelokaliseerd kon worden en men neemt aan dat hij onder een naamloze grafzerk ligt. 

## Graven

### Onderscheiden militairen
- Richard Donalson, luitenant bij de Royal Naval Volunteer Reserve werd onderscheiden met het Military Cross (MC).
- sergeant Charles Hopwood en korporaal J. Whittaker, beide van het Manchester Regiment werden onderscheiden met de Military Medal (MM).

### Minderjarige militair
- J. Sampson, soldaat bij het Royal Irish Regiment was 17 jaar toen hij op 27 oktober 1917 sneuvelde.